# 360 (število)
360 (trísto šéstdeset) je naravno število, za katero velja 360 = 359 + 1 = 361 - 1.
Sestavljeno število
Zelo sestavljeno število
72 je eden izmed deliteljev števila 360 in 72 je tudi število praštevil manjših ali enakih 360.
Krog je razdeljen na 360 stopinj.
360 je vsota praštevilskega dvojčka (179 + 181).